# 黄文仔
黄文仔，BBS，廣州人，（1953年—），汉族，中华人民共和国政治人物、第十一届全国政协委员。
加入中国民主建国会，担任广东星河湾房地产（集团）有限公司
主席丶广州宏宇集团股份有限公司董事长。2008年，当选第十一届全国政协委员，代表社会福利和社会保障界，分入第四十八组。并担任社会和法制委员会专委。2020年10月獲頒銅紫荊星章。